# 格倫布魯克 (內華達州)
格倫布魯克（英語：Glenbrook）是位於美國內華達州道格拉斯縣的普查規定居民點。

## 歷史
格倫布魯克的郵局自1872年營運至今。

## 人口
根據2020年美國人口普查的數據，格倫布魯克的面積為10.38平方千米，當中陸地面積為9.82平方千米，而水域面積為0.56平方千米。當地共有人口315人，而人口密度為每平方千米30.35人。